# Amietia vandijki
Amietia vandijki es una especie  de anfibios de la familia Pyxicephalidae.

## Distribución geográfica
Se encuentra en el sur de la Provincia Occidental del Cabo (Sudáfrica).

## Estado de conservación
Se encuentra amenazada de extinción por la pérdida de su hábitat natural.